# مونته پلگرینو

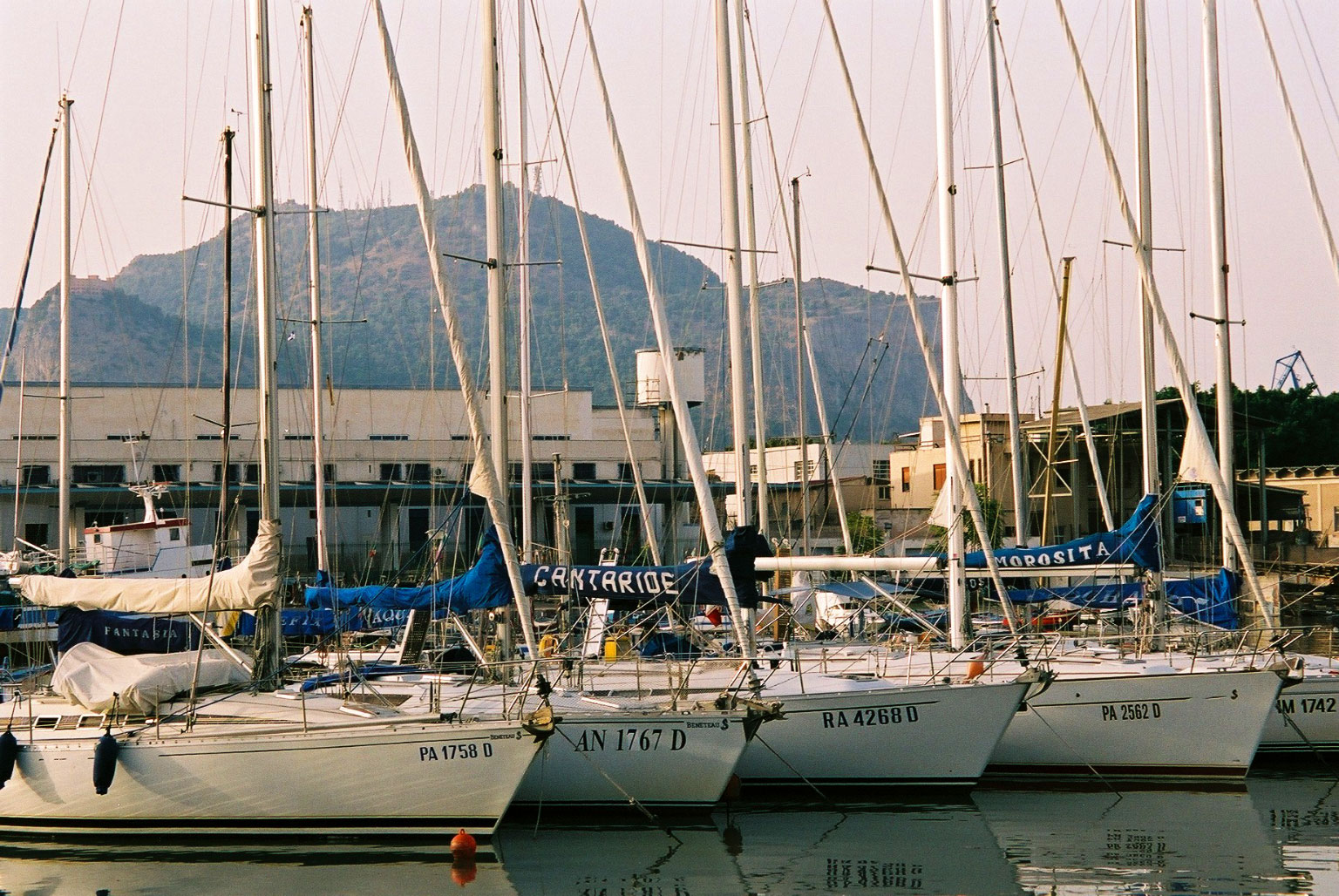
بندر پالرمو با کوه پلگرینو.

مونته پلگرینو (ایتالیایی: Monte Pellegrino) یک کوه است که در خلیج پالرمو، سیسیل در جنوب ایتالیا واقع شده‌است.
شهر پالرمو در دامنه این کوه واقع شده و در ساحل شمالی جزیره سیسیل قرار دارد.